# Mel Cheren
 (avril 2025).
Melvin Cheren (né le 21 janvier 1933 et décédé le 7 décembre 2007) est le fondateur du label discographique indépendant West End Records, et le cofondateur du club new-yorkais Paradise Garage, qui donnera son nom au genre garage.

## Biographie
Melvin « Mel » Cheren naît le 21 janvier 1933 à Everett, dans le Massachusetts, et grandit dans la région de Boston. Son premier emploi dans le secteur de la musique remonte à 1959, en tant que vendeur pour ABC-Paramount Records.
Dans les années 1960, Cheren s'engage dans l'armée et sert en Allemagne. En 1964, il est chargé de la production pour ABC Records. Dans les années 1970, il accepte un poste chez Scepter et commence à faire campagne pour que la société commence à produire de la dance. En 1976, Mel Cheren et Ed Kushins fondent West End Records, le label musical qui définit le son de la ville de New York à l'apogée du disco. Cheren enregistre le single en vinyle 12 pouces, qui permettait une durée d'écoute plus longue que le 7 pouces standard, et qui connait sa plus grande popularité dans les discothèques.
Cheren est l'associé et l'ancien amant de Michael Brody, qui a créé le Paradise Garage en 1977 avec le soutien financier de Cheren. Dans le documentaire The Godfather of Disco (2006), consacré à Cheren, ce dernier qualifie le Paradise Garage d'« expression ultime de tout le tissu » de la vie nocturne gay.
Mel Cheren décède le 7 décembre 2007 des suites de complications liées au SIDA.